# 东嫩线轮渡
东嫩线轮渡，为中国上海市黄浦江上的一条对江轮渡航线，于1977年7月1日建成通航。航线西起杨浦区嫩江路轮渡站，东至浦东新区东塘路轮渡站。东嫩线原为车客渡航线，但目前只运营客渡航线。

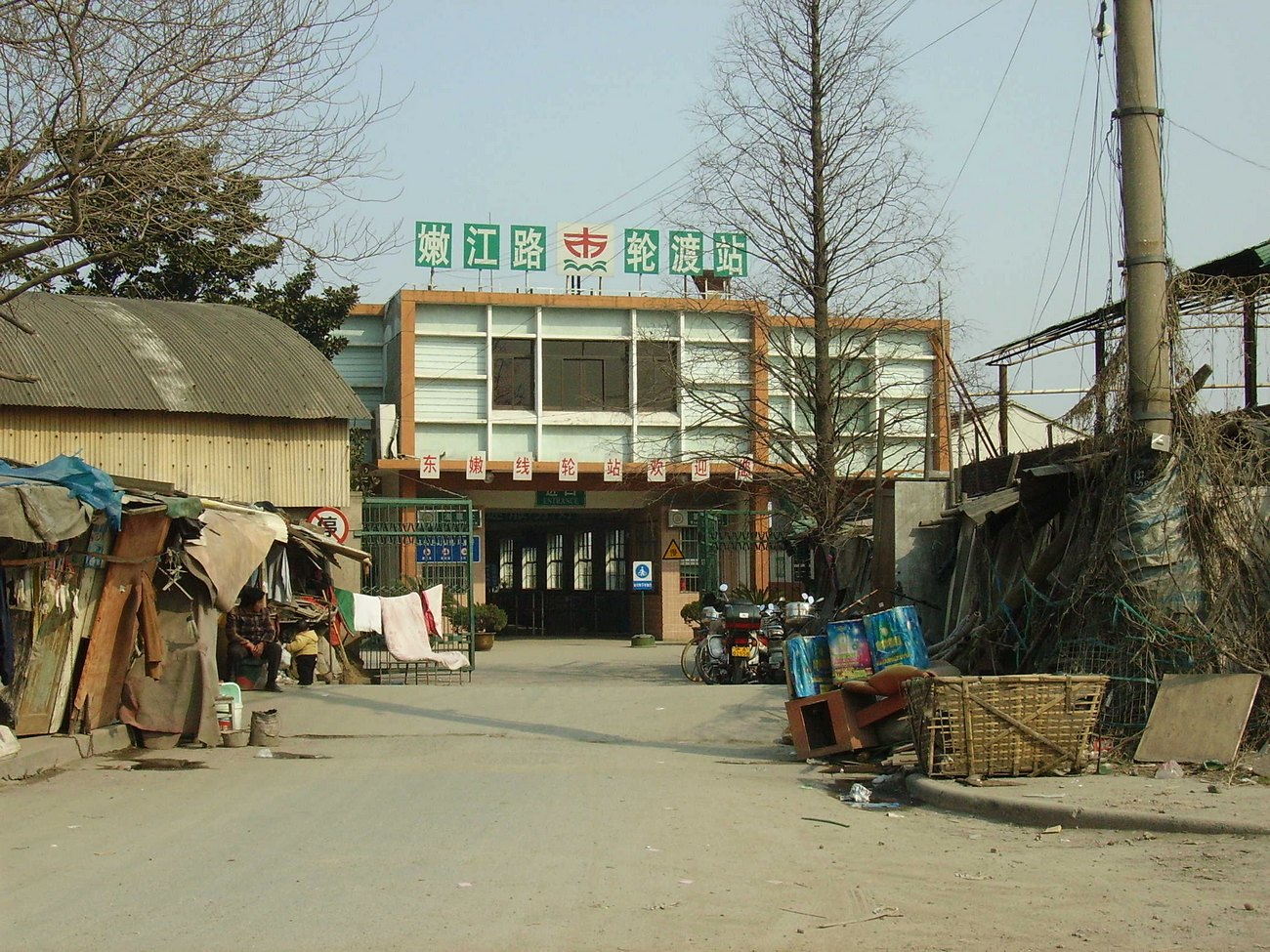
嫩江路轮渡站客渡入口（2006年）

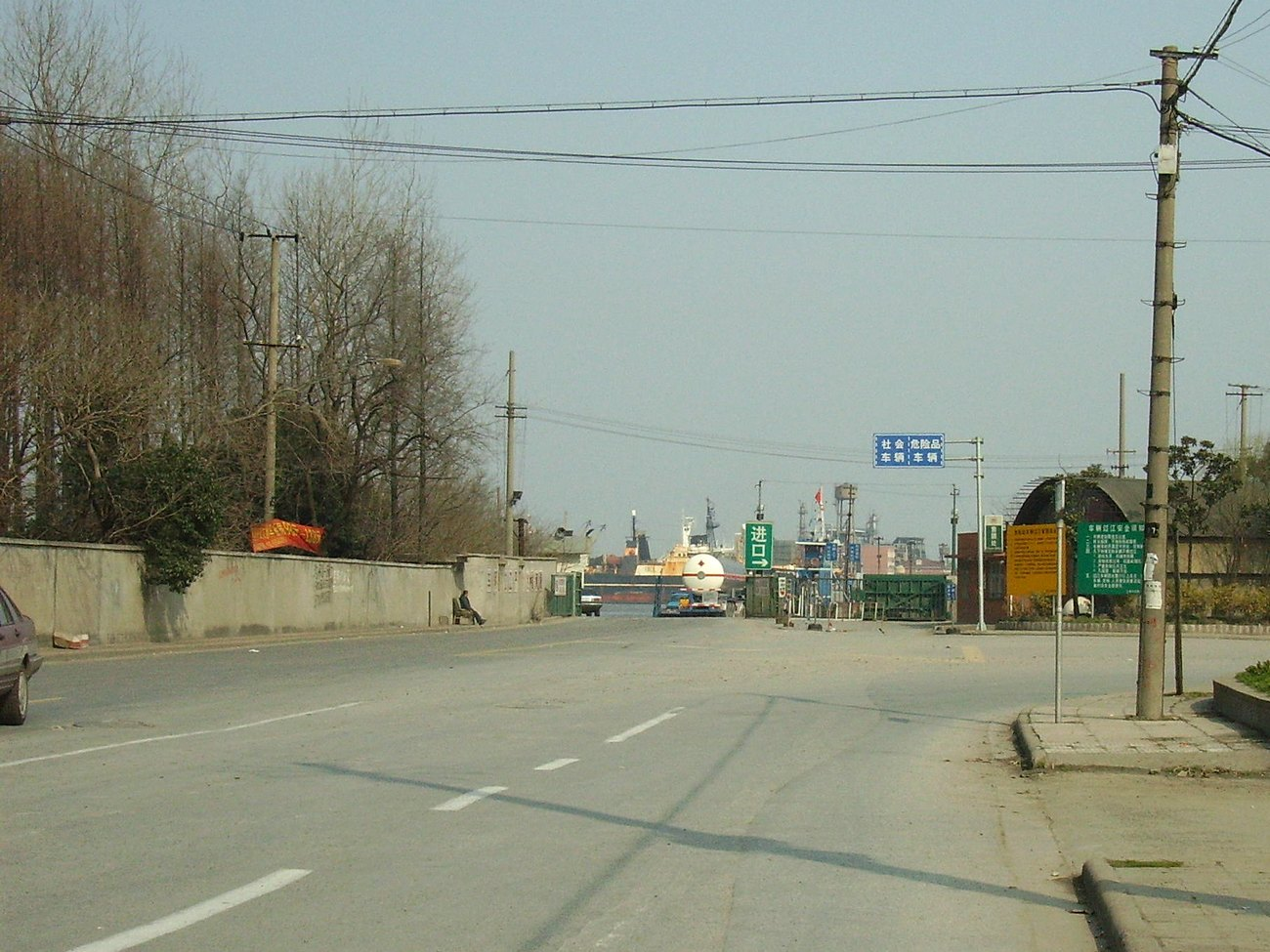
嫩江路轮渡站车渡入口（2006年）

## 历史

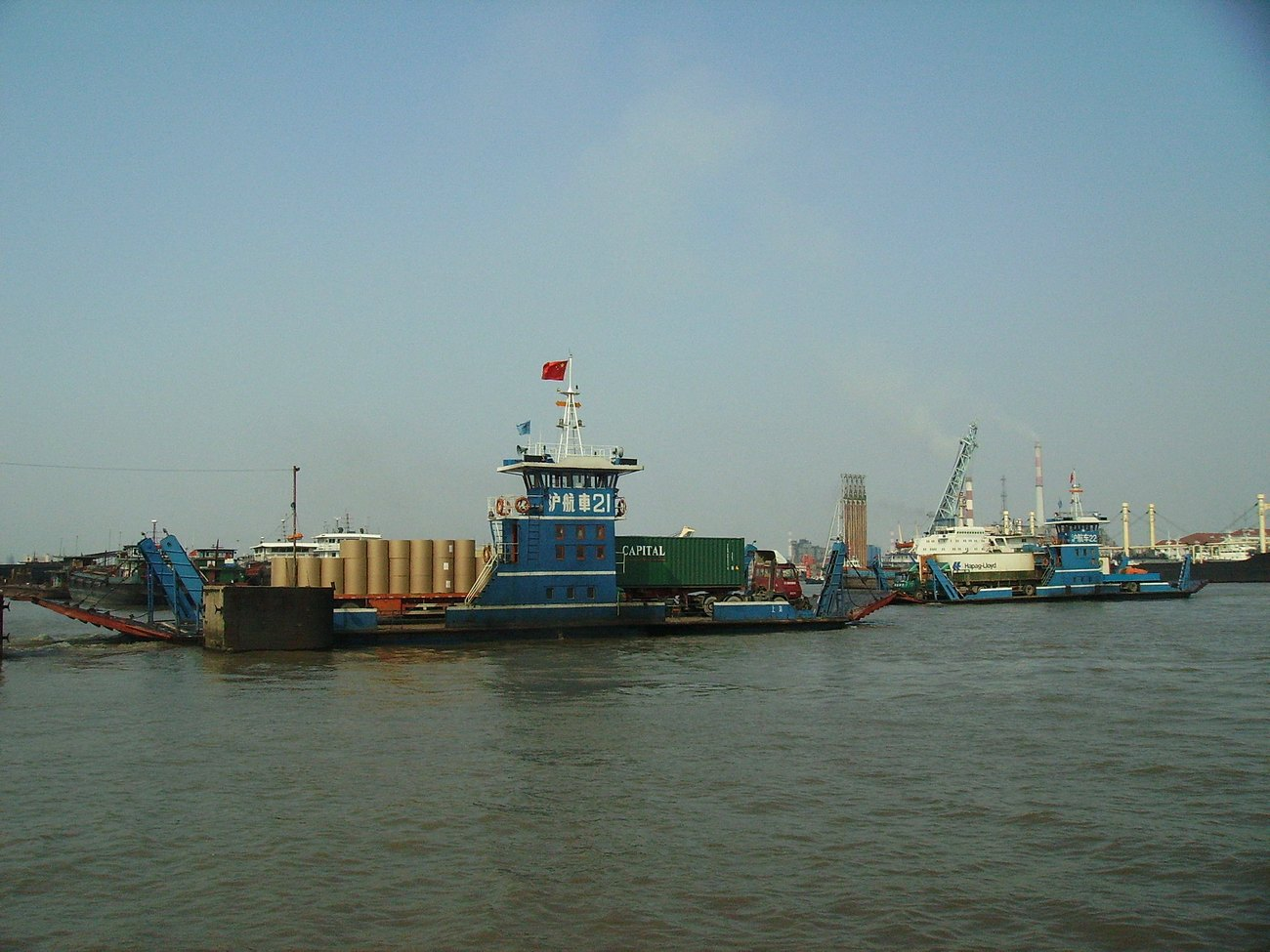
2006年时的东嫩线车渡渡船，已于2007年12月31日24时起停运

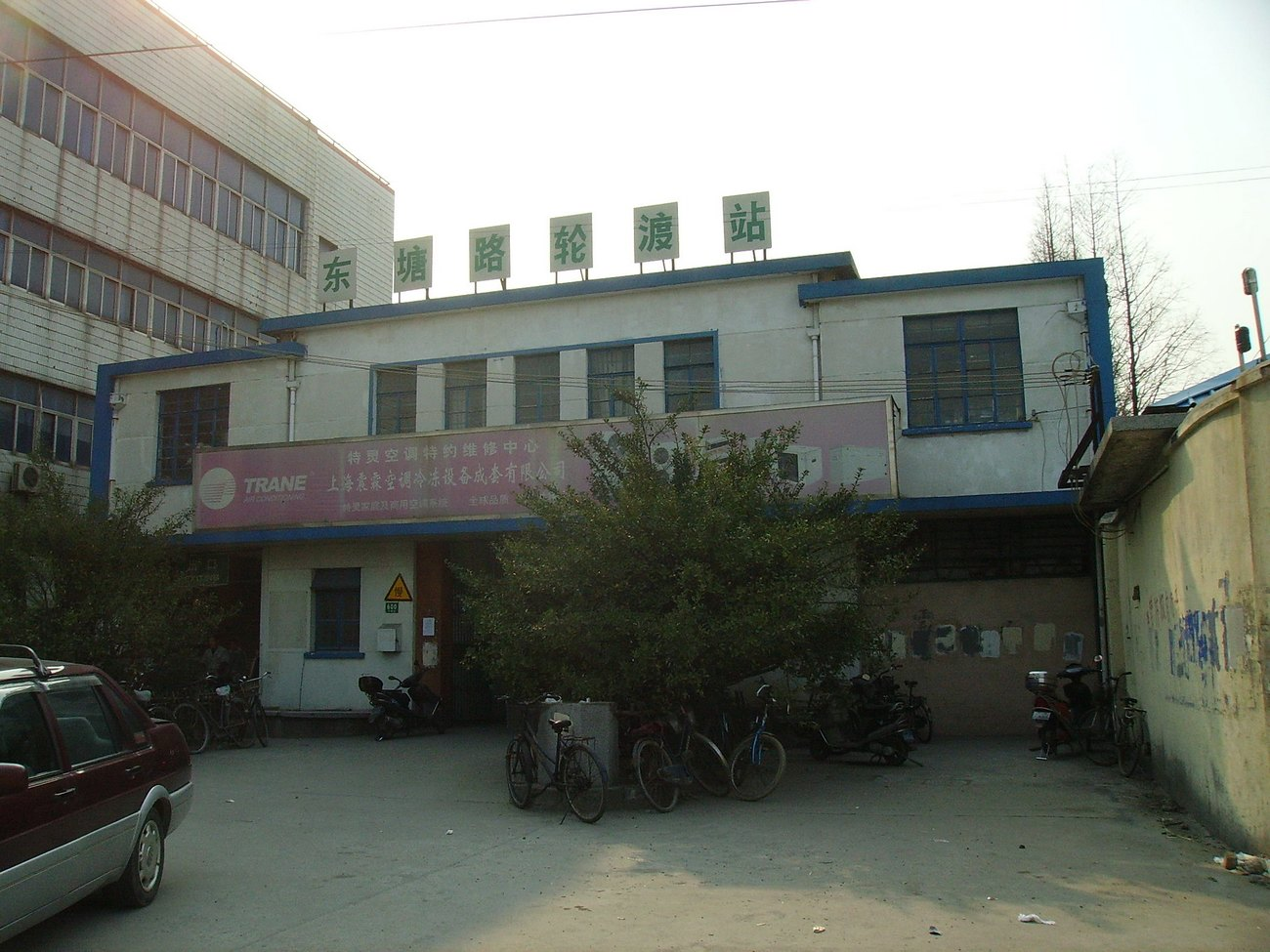
东塘路轮渡站（2006年）

1968年，为建设高桥石油化工区，由上海市内河航运公司负责勘察、设计，在浦西军工路共青苗圃（现共青森林公园）南侧及浦东东塘路间新辟一条对江车客渡航线。1970年2月，东嫩线轮渡正式开工建设。工程分两期建设，其中第一期工程为建设车辆渡，于1972年4月建成并于同年5月2日正式启用、第二期工程为建设客渡，整条航线于1977年7月1日建成投入使用。2003年11月20日，东嫩线轮渡线因客流原因而缩短运营时间。2007年12月31日24时起东嫩线汽车渡停运，目前只运营客渡航线。

## 航线班次
- 嫩江路轮渡站 5：30——21：20

5:30——6:30 20分钟一班 6：30——8：00（周一至周五早高峰快班航行） 7：00——10：00 20分钟一班 10：00——16：00 30分钟一班 16：00——18：00（周一至周五晚高峰快班航行） 16:20——18:00 20分钟一班 18:00——21:00 30分钟一班 21:20
- 东塘路轮渡站 5：40——21：30

5:40——6:20 20分钟一班 6：30——8：00（周一至周五早高峰快班航行） 6:45 7:10——9:50 20分钟一班 10:15 10:45——15:45 30分钟一班 16：00——18：00（周一至周五晚高峰快班航行） 16:10——17:50	20分钟一班 18:15 18:15——20:45 30分钟一班 21:10 21:30

## 公交换乘
- 嫩江路轮渡站：102
- 东塘路轮渡站：81、313、640